# 堀加寿美
堀 加寿美（ほり かずみ、1986年11月1日 - ）は、日本の女性ローカルタレント、ラジオパーソナリティー。福岡県筑紫郡那珂川町（現在の那珂川市）出身。スピーチアクト所属。

## 人物
- 福岡県立筑紫中央高等学校、中村学園大学卒業[1]。
- 血液型はB型。
- RKBラジオのスナッピーキャスタリポーターを勤めていた(36期生)。
- RKB毎日放送、TVQ九州放送などへのレギュラー出演を中心に活躍している。
- 2017年11月にメタルラックののなか（元ノッポノナカ）と結婚した。2018年5月11日、第1子となる女児を出産[2]。

## エピソード
- 趣味はアニメ研究、ゴルフ、飲み歩き。
- 特技はモノマネ、お酌、車両点検。
- 学生時代はテニスに打ち込み、その後営業職として働いていたことがある[3]。
- 福原愛に顔が似ている[4]。

## 出演
- 今日感テレビ(RKB毎日放送)
- モバラジ(RKBラジオ)
- 土曜の夜は!おとななテレビ(TVQ九州放送)